# ليستر سكوير
ليستر سكوير وتُعرف أيضًا باسمِ ساحة ليستر أو ميدان ليستر (بالإنجليزية: Leicester Square)‏ هي ساحةٌ مُخصَّصةٌ للمشاة في ويست إند بلندن في إنجلترا. بُنيت هذه الساحة عام 1670 وكان اسمها حينها ليستر فيلدز (بالإنجليزية: Leicester Fields)‏. كانت الساحة في الأصل منطقة سكنية مرموقة حيثُ استئجرها عددٌ من المشاهير مثل فريدريك أمير ويلز والفنانَيْنِ ويليام هوغارث وجوشوا رينولدز. حصلت الكثير من التغيّرات والتطورات على الساحة خاصّة بعد هدمِ ليستر هاوس (بالإنجليزية: Leicester House)‏ فأصبحت مركزًا للترفيه أكثر من كونها ساحةً مُخصَّصةً للمشاة. بُنيت العديد من المسارح في المملكة المتحدة في القرن التاسع عشر وحُوِّلَ الكثير منها لدور سينما في منتصف القرن التالي. احتضنت ساحة ليستر سكوير عددًا من دور السينما ذات الأهمية الوطنية مثل ليستر سكوير أوديون (بالإنجليزية: Odeon Leicester Square)‏ وإمباير (بالإنجليزية: Empire)‏ وأوديون ويست إند (بالإنجليزية: Odeon West End)‏ –المغلقة حاليًا– وغيرها من دور السينما التي كانت تَعرض في الغالب العروض الأولى والحصريّة للأفلام الجديدة. تقعُ على مقربةٍ من ليستر سكوير سينما الأمير تشارلز (بالإنجليزية: Prince Charles Cinema)‏ التي اشتهرت بفضلِ عرضها لأنماط وأصناف معيّنة من الأفلام. تستضيفُ ليستر سكوير عددًا من الأحداث السنويّة بما في ذلك رأس السنة الصينية وغير ذلك. لطالما احتوت الساحة على حديقةٍ في وسطها والتي كانت في الأصل أرضًا مشتركة وهو ما تسبّب في تباينِ ثروات المنتزه أو الحديقة على مر القرون بل وصلت حدَّ الخراب في منتصف القرن التاسع عشر بعد تغيُّر ملكية الحديقة عدة مرات. رُمِّمت هذه الأخيرة تحت إشراف ألبرت جرانت (بالإنجليزية: Albert Grant)‏ فبُنيت فيها أربعة تماثيل جديدة ونافورة وليام شكسبير، كما جُدِّدَت الساحة على نطاقٍ واسعٍ وأُعيد تشكيلها خلال أولمبياد لندن 2012 بتكلفةٍ تزيد عن 15 مليون جنيه إسترليني واستغرقَ إكمالها أكثر من 17 شهرًا.

## الجغرافيّة
تقعُ ليستر سكوير داخل منطقةٍ يحدها شارع لَايل (بالإنجليزية: Lisle Street)‏ من الشمال بينما يحدها طريق تشارينغ كروس (بالإنجليزية: Charing Cross Road)‏ من الشرق وشارع أورانج (بالإنجليزية: Orange Street)‏ من الجنوب فيما يحدها شارع ويتكومب (بالإنجليزية: Whitcomb Street)‏ من الغرب. يحدُّ الحديقة الموجودة في وسط الميدان شارع كرانبورن من الشمال وشارع ليستر من الشرق بينما يحدها شارع إيرفينغ من الجنوب وقسمٌ من الطريق يدخلُ ضمن ساحة ليستر من الغرب. تقعُ الساحة بشكل عامٍ داخل مدينة وستمنستر حيث يحدها من الشمال ميدان الطرف الأغر ومن الشرق ميدان بيكاديلي فيما يحدها من الغرب كوفنت جاردن ويحدها سيرك كامبريدج من الجنوب.
عبارة ليستر سكوير تُطلق أيضًا على المنطقة التي تُحيط بالساحة بما يصلُ تقريبًا إلى شارع كوفنتري وشارع كرانبورن وطريق شارينج كروس وسانت مارتن، كما تشملُ المنطقة إلى بير ستريت، هايماركت، هوبهاوس كورت (سُمّيت على اسمِ السير جون كام هوبهاوس)، محكمة هانت (سُمّيت على اسم صموئيل هانت وهو نجّار وصاحب إيجار من القرن السابع عشر)، شارع إيرفينغ (سُمّي على اسمِ الممثل هنري إيرفينغ) أورانج ستريت (سُمّي على اسم ويليام الثالث الذي كان يُلقَّبُ بأمير أورانج)، شارع أوكسندون (سُمّي على اسمِ السير هنري أوكسيندين البارونت الأول)، شارع بانتون (سُمّي على اسمِ تاجر العقارات المحلي توماس بانتون) وأخيرًا ميدان الطرف الأغر.

## التاريخ

### القرنين السادس عشر والثامن عشر

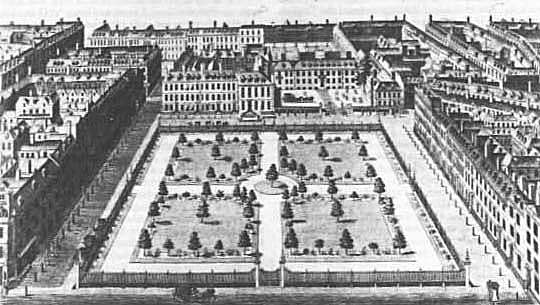
ليستر سكوير في عام 1750 ويظهرُ في الشمال (اتجاه ليستر هاوس) أحد أكبر المنازل في لندن.

كانت الأرض التي تقعُ فيها ليستر سكوير ملكًا لدير وستمنستر وعائلة بومونت. سيطر هنري الثامن عام 1536 على 3 أكر (1.2 ها) من الأرض حول ساحة ليستر ثم استحوذ على 4 أكر (1.6 ها) المتبقية في العام التالي. سُمّيت الساحة باسم روبرت سيدني –الذي هو إيرل ليستر الثاني– بعدما اشترى الأرض عام 1630. بحلول عام 1635، بنى روبرت لنفسه منزلًا كبيرًا في منطقة ليستر هاوس الواقعة في الطرف الشمالي وهو ما تسبَّب في إغلاق المنطقة الواقعة أمام المنزل مما حرم سكان أبرشية سانت مارتن في أبرشية فيلدز من حقّهم في استخدام الأرض المشتركة سابقًا. ناشد أبناء الرعية الملك تشارلز الأول فعيَّن ثلاثة أعضاءٍ من المجلس الخاص للتحكيم، ثمّ أُمر اللورد ليستر بالاحتفاظ بجزء من أرضه (التي عُرفت فيما بعد باسم ليستر فيلدز وفيما بعد باسم ليستر سكوير) مفتوحةً لأبناء الرعيّة.
بدأت أعمال وأشغال تطوير ليستر هاوس في سبعينيات القرن السابع عشر. لقد كانت المنطقة في الأصل منطقة سكنيّة بالكامل وكانت ذات خصائص مصممة بأسلوب مشابه لشارع بال مول (بالإنجليزية: Pall Mall)‏ القريب. في عام 1687 أصبحَ الجزء الشمالي من الساحة جزءًا من أبرشية القديسة آن الجديدة. تولى إيرل ليستر السابع ملكية العقار في عام 1728 وكان لفترة وجيزة مقر إقامة فريدريك أميرُ ويلز وذلك من عام 1742 حتى وفاة ليستر في العام التالي. عاش الشاعر ماثيو بريور في الشارع الذي يحملُ الآن الرقم 20 وذلك عام 1700 فيمَا أقام الفنان ويليام هوغارث في الشارع رقم 30 بين 1733 و 1764 حيث أنتج بعضًا من أشهر أعماله بما في ذلك شارع البيرة وزقاق جن، أمَّا القاضي توماس دي فيل الذي أسَّسَ لاحقًا محكمة الصلح في شارع بو ستريت (بالإنجليزية: Bow Street Magistrates 'Court)‏ فقد عاش في الشارع رقم 40 بين 1729 و1737 ويُعرف هذا الموقع الآن باسمِ أوديون ويست إند، في حين عاش الرسام جوشوا رينولدز في الشارع رقم 47 من 1760 حتى وفاته في 1792 ويُعرف هذا الموقع الآن باسمِ فانوم هاوس الذي كان في السابق المكتب الرئيسي لجمعية السيارات.
سمحَ في نهاية القرن السابع عشر وريث اللورد ليستر فيليب سيدني المدعو إيرل ليستر الثالث بقدرٍ صغيرٍ من تطوير التجزئة في أكشاكٍ على طول الجزء الأمامي من منزل ليستر، فبُني تمثال للملك جورج الأول في الميدان عام 1760 بعد تتويج حفيده جورج الثالث. ظلت الساحة عصرية طوال معظم القرن الثامن عشر مع سكانها البارزين بما في ذلك المهندس المعماري جيمس ستيوارت في الشارع رقم 35 من 1766 إلى 1788 والرسام جون سينجلتون كوبلي في الشارع رقم 28 من 1776 إلى 1783.
بيع ليستر هاوس لعالم الطبيعة آشتون ليفر في عام 1775، فحوّله إلى متحفٍ يحتوي على الكثير من الآثار التي لها علاقةٌ بالتاريخ الطبيعي، فيما أصبحت ليستر سكوير مكانًا للترفيه. بدأت بيوت الدعارة بالظهور حول ليستر سكوير خلال القرن، كما كان بإمكان الزوار الدفع لمشاهدة الرؤوس المقطوعة للخونة الذين أُعدموا في تمبل بار من خلال التلسكوب. أصبح ليستر هاوس موطنًا لمتحف الفضول الطبيعي المعروف باسم هولوفسكين (بالإنجليزية: Holophusikon)‏ في ثمانينيات القرن الثامن عشر. هُدم المتحف عام 1991 بسبب الديون المتزايدة خاصّة بعدما قلَّ عددُ نبلاء ليستر بشكلٍ ملحوظٍ، فحلَّ محلَّ المتحف السابق ما عُرف بليستر بليس (بالإنجليزية: Leicester Place)‏ الذي حُوِّل بدوره إلى كنيسة في عام 1865 وهو الآن موقع سينما الأمير تشارلز.
اقتُرحَ في العام 1790 بناء دار أوبرا ملكية جديدة في ليستر سكوير. قاد المخطط أمير ويلز، فرانسيس راسل، دوق بيدفورد الخامس وجيمس سيسيل ومركيز سالزبوري الأول وكان يهدفُ –أي المخطّط أو المشروع– إلى إعادة تأسيس لندن كمركزٍ للأوبرا والباليه لمنافسة دور الأوبرا الموجودة في أماكن أخرى بأوروبا. ولكن لم تُبنى دار الأوبرا، حيث لم يحصل المشروع على براءة الرخصة الملكيّة التي كانت مطلوبة في ذلك الوقت للبدء في أعمال البناء أو الترميم. احتُفظَ بخطط التصميم الأصلي في متحف السير جون سوان في حين أن لوحة ويليام هودجز التي تعودُ لعام 1790 والتي تعرض التصميم النهائي نُقلت إلى متحف لندن.

### القرنين التاسع عشر والعشرين

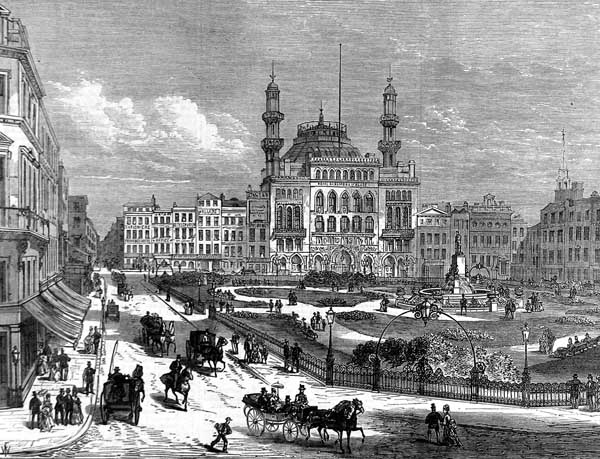
صورة تُظهر ليستر سكوير المطلة على مسرح آلامبرا عام 1874

بحلول القرن التاسع عشر، كانت ليستر سكوير قد عُرفت كمكان ترفيهي يضمُّ العديد من الملاهي بما في ذلك وايلدز جريت جلوب (بالإنجليزية: Wyld's Great Globe)‏ الذي بُني من أجل المعرض الكبير (بالإنجليزية: The Great Exhibition)‏ عام 1851 ويضمُّ خريطة مقياسٍ عملاقةٍ للأرض. سهّل بناء شارع نيو كوفنتري (بالإنجليزية: New Coventry)‏ وصول حركة المرور إلى الميدان وهو ما أدى أيضًا إلى استبدالِ المساكن الخاصة بالمتاجر والمتاحف. أصبحَ منزل سافيل (بالإنجليزية: Savile House)‏ الذي يقعُ في الشارع رقم 5 والذي بُني عام 1683 لتوماس بروس ،إيرل أيلسبري الثاني أصبح متحفًا بحلول هذا الوقت قبل أن يُدمَّر بالكامل عام 1865 حينما التهمتهُ النيران، ثمّ أعيد بناؤه كمسرح إمباير هذه المرة.
افتُتحت العديد من الفنادق – المملوكة للأجانب – حول ليستر سكوير وهو ما جعل الساحة تكتظُّ بالزوار القادمين إلى لندن. كان من بين هذه الفنادق فندق برونيت (بالإنجليزية: Brunet)‏ الذي يقعُ في الشارع رقم 25 والذي افتُتح من قِبل لويس برونيت –فسُمِّي على اسمه– عام 1800. اشترى فرانسيس جوناي المتحف عام 1815 فغَيّر اسمه إلى فندق جوناي (بالإنجليزية: Jaunay's Hôtel)‏. كان هناك فندقٌ آخرٌ مشهورٌ في الساحة هو فندق سابيونير إي دي بروفنس (بالفرنسية: Sablonière et de Provence)‏ الذي يقعُ في الشارع رقم 17 والذي افتُتحَ عام 1845 باسم فندق بروفنس ثمّ أُعيد تسميته عام 1869. أُغلق هذا الفندق عام 1919 وأصبح منزلًا عامًا. هناك أيضًا فندق كافور (بالإنجليزية: Cavour)‏ الذي يقعُ في الشارع رقم 20 جنوب شرق الساحة وقد افتُتحَ عام 1864 ومع أنَّ أضرارًا بالغة لحقت بهذا الفندق خلال الحرب العالمية الثانية إلّا أنه رُمِّمَ فيما بعد.

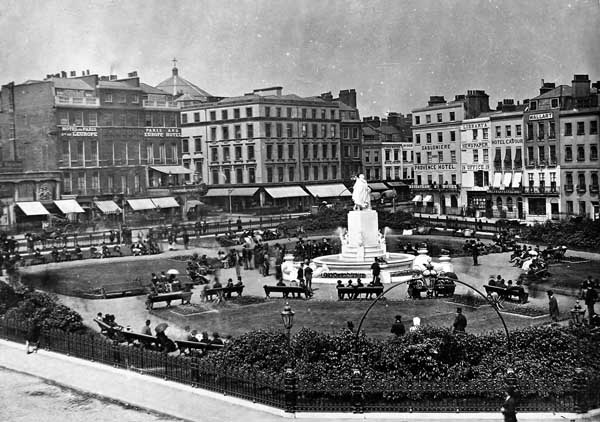
جانبٌ من ليستر سكوير عام 1880

بُني مسرح آلامبرا (بالإنجليزية: Alhambra Theatre)‏ عام 1854 على الجانب الشرقي من ليستر سكوير ويُهيمن على الموقع هناك. أُغلق المسرح مؤقتًا بعد عامين من بنائه وذلك عندما أفلس المالك الأصلي إدوارد كلارك ثمّ أُعيد افتتاحه عام 1858 باسم قصر آلامبرا (بالإنجليزية: Alhambra Palace)‏. حظي القصرُ بشعبية كبيرة بعد أن زارتهُ الملكة فيكتوريا وعائلتها لمشاهدة فيلم النسر الأسود - حصان الجمال (بالإنجليزية: Black Eagle – The Horse of Beauty)‏. احترق القصرُ عام 1882 ثمّ أُعيد فتحه في العام التالي. أصبحَ المكان الذي يقعُ فيه القصر في أوائل القرن العشرين مكانًا شهيرًا للباليه، قبل أن يُهدَمَ عام 1936 وحلت محله سينما أوديون. كان هناك أيضًا في ليستر سكوير مسرح إمباير للتنوع (بالإنجليزية: Empire Theater of Varieties)‏ الذي افتُتحَ عام 1881 في الموقع السابق لسافيل هاوس، ولكنّ بدايته كانت مضطربة نوعًا ما حيث أُغلقَ حتى نهاية العقد. كان للمسرح سمعة سيئة بسبب البغايا اللائي كن يترددن على المسرح، وفي عام 1894 أمر مجلس مقاطعة لندن بإعادة تشكيل المتنزه في الشرفة العلوية. ساعد الشاب ونستون تشرشل الذي كان طالبًا في أكاديمية ساندهيرست العسكرية الملكية في تدميرِ الأشكال التي تُشبه الشاشات والمصنوعة من القماش التي أقيمت لمنع الوصول إلى الشرفة. أغلق المسرح عام 1927 ليحلَّ محله سينما إمباير.
خلال ما عُرف بشتاء السخط (بالإنجليزية: Winter of Discontent)‏ حيث كافح حزب العمال لتلبية مطالب النقابات العمالية وتقلَّص الاقتصاد، أضرب جامعو القمامة في كانون الثاني/يناير 1979، فتحولت ليستر سكوير إلى مكب نفايات بحكم الواقع وهو ما أكسبها لقب «ساحة فيستر». خُصّصت الساحة في الثمانينيات للمشاة وهو ما أدى إلى قطع حركة مرور المركبات، ويتحكم حراس معينين بشكل خاص تُشرف عليهم جهة معيّنة في وصول الشاحنات التي تحملُ البضائع وتمرُّ عبر الساحة.
معَ بداية القرن الحادي والعشرين، كان مجلس مدينة وستمنستر قلقًا من أن الساحة كانت شديدة الخطورة في الليل، فأراد هدم أقسامٍ منها لتشجيع نمو المسارح ودور السينما وتقليل شعبية النوادي الليلية. أُعيد ترميم وتطوير ليستر سكوير عام 2010 كجزءٍ من مخطط جريت أوتدورز (بالإنجليزية: Great Outdoors)‏ الذي اقترحه عمدة لندن بوريس جونسون. تضمَّنت التحسينات 12,000 متر مربع (130,000 قدم2) من رصف الجرانيت وخاصية مائية تحيط بتمثال شكسبير. أعيد افتتاح الساحة في أيّار/مايو 2012 بعد 17 شهرًا من العمل بتكلفة إجمالية قدرها 15.3 مليون جنيه إسترليني. تزامنت إعادة الافتتاح مع الألعاب الأولمبية الصيفية لعام 2012 التي شهدتها المملكة المتحدة في وقتٍ لاحقٍ من ذلك العام.